# Mostowaja (stacja kolejowa)
Mostowaja (ros. Мостовая) – stacja kolejowa w miejscowości Mostowaja, w rejonie olenińskim, w obwodzie twerskim, w Rosji. Położona jest na linii Moskwa - Siebież.

## Historia
Stacja powstała na początku XX w. na linii moskiewsko-windawskiej pomiędzy stacjami Olenino i Nielidowo.